# Калимнос
Калимнос (грчки грч. ) је једно од значајнихих острва у групацији Додеканеза у источној Грчкој. Управно острво припада округу Калимнос у оквиру Периферији Јужни Егеј, где са околним острвцима и хридима чини посебну општину. То је средишње острво округа, а најважније острвско насеље, град Потија, је седиште округа.

## Природни услови
Калимнос је по величини средње острво Додеканеза. Најближе значајнија острва су Лерос, удаљен свега 2 km ка северу и Кос ка југу, удаљено 12 km. Острво је планинско и каменито. Обала Коса је слабо разуђена. Острво је у свим правцима дуго око 15 km. Калимнос има бројне мале заливе са скривеним плажама.
Клима Калимноса је средоземна са дугим, сушним летима и благим и кишовитим зимама. Недостатак воде је значајно ограничење, али, будући да Калимнос близу копна, користе се богати подземни извори. Због тога је биљни и животињски свет бујнији него на неким околним острвима, мада је он особен за ову климу. Од гајених култура доминирају маслина и винова лоза.

## Историја
Калимнос је насељен још током неолита. У 11. веку п. н. е. острво насељавају Дорци и под њима почиње процват острва. Током Грчко-Персијског рата становници полиса Калимноса су били активни у борби против Персијанаца. Касније је Кос пришао Делском савезу.
164. године. Калимнос је пао у руке старог Рима, али је задржао аутономију. Поделом царства Калимнос је припао Византији, у оквиру које ће остати вековима. 1206. године, после упада Крсташа у Цариград, острво присвајају Млечани. 1310. године Калимнос освајају витезови Малтешког реда. Многе њихове грађевине, највише утврђења, сачуване су до дан-данас. Сва ова утврђења нису помогла у одбрани острва против Сулејмана Величанственог 1522. године и Калимнос постаје османски.
Под Турцима Калимнос је остао неколико векова чинећи један од најбогатијих делова овог огромног царства. Иако су Грци са острва били активни током свих догађаја на тадашњем грчком подручју они су се ослободили Османлија тек 1912. године. Нажалост, тада су острво окупирали Италијани, који су били безобзирни према острвском становништву и спроводили су оштре мере италијанзације. Ово је изазвало назадовање острва и исељавање становништва. Тек после Другог светског рата острво је враћено матици Грчкој. Тада је постепено почео опоравак острва пре свега захваљујући развоју туризма, данас преовлађујућег чиниоца развоја острвске привреде.

## Становништво
Главно становништво на Калимносу су Грци. Калимнос спада у прилично густо насељена острва међу острвима Додеканеза, а развој туризма током протеклих 20ак година допринео је даљем просперитету острва и повећању броја становника. Последњих година има све више и страних становника, бивших туриста или туристичких радника пореклом из неразвијених земаља.

## Привреда
Данас се привреда Калимноса све више заснива на туризму и поморству, а све мање на традициналној пољопривреди (маслине, винова лоза, бадем, мање јужно воће), која због неплодности острва (свега 18% површине Калимноса није огољено).